# Affärsutveckling
Affärsutveckling innebär utveckling av en organisations affärsdrivande verksamhet och dess processer.
Ofta talas det om affärsutveckling när nya företag startas, vid förnyelseprocesser, kriser eller när organisationen står inför nya utmaningar. Många moderna företag driver idag en kontinuerlig affärsutveckling för att förbli konkurrenskraftiga på sina marknader.
Affärsutveckling berör vision, mål, strategi, taktik och den operativa utvecklingsfasen med efterföljande analys. En klar strategi som bygger på att det finns en realiserbar affärsidé där man kan utveckla/skapa relationer med kunder och partner är själva grunden. Syftet med en strategi är att säkerställa att organisationen utvecklas i enlighet med vision och mål. Analysen ska leda till att hitta lösningar på problem eller att se nya möjligheter och därmed skapa utveckling och tillväxt. Affärsutvecklingen kan vara övergripande för hela företaget eller projektinriktat för att optimera mindre utvecklingsprocesser.
Den primära utkomsten för affärsutveckling är affärsplanering och det konkreta resultatet är affärsmodellen.

## Affärsutvecklare
Affärsutvecklare kallas på engelska business development manager. Den främsta arbetsuppgiften är att skapa ett problemfritt flöde i utvecklingsprocessen från vision, mål, över strategi och verksamhetsutveckling till kravställning och senare införande och utvärdering. Ett svenskt begrepp som är på väg etableras är affärsarkitekt.
Det finns även företag som jobbar med affärsutveckling till andra företag. Det kan handla om konsulttjänster i form av projekt eller rådgivning i olika former. Rådgivning, även så kallad coachning är ofta aktuell när ett företag får hjälp under en längre tid. I projektform för slutkundcentrerad verksamhets- eller affärsutveckling används till exempel metoden tjänstedesign.